# Debil (альбом)
Debil — дебютный студийный альбом немецкой панк-рок-группы Die Ärzte, выпущенный в 1984 году.

## Об альбоме
Через 3 года после релиза альбома, 10 июня 1987 года, из-за содержания песен «Claudia hat ’nen Schäferhund» (рус. У Клаудии есть овчарка) и «Schlaflied» (рус. Колыбельная) «Национальным департаментом Германии по контролю медиа, наносящим вред несовершеннолетним» на альбом был наложен запрет. Спустя 17 лет, в 2004 году, запрет был пересмотрен и альбом снова получил возможность продаваться и транслироваться без ограничений на территории Германии.
Песни «Paul» и «Zu spät» были выпущены в качестве синглов, но в начале они не имели большого успеха.
В 2005 году вышло переиздание альбома под названием «Devil». У переиздания была изменена обложка и оно включало дополнительные треки. Переиздание было тепло встречено поклонниками, альбом занял 5 место в альбомном чарте Германии и продержался там 11 недель.

## Список композиций

### «Jungsseite»
1. Ärzte-Theme (instrumental) — 2:00
2. Scheißtyp — 2:58
3. Paul (Der Bademeister) — 2:26
4. Kamelralley — 4:00
5. Frank’n’Stein — 2:38
6. El Cattivo — 3:12
7. Claudia hat 'nen Schäferhund — 1:58

### «Mädchenseite»
1. Mädchen — 2:55
2. Mr. Sexpistols — 3:14
3. Micha — 2:52
4. Zu spät — 2:43
5. Roter Minirock — 2:15
6. Schlaflied — 4:13

## Devil
| №   | Название                       | Длительность |
| --- | ------------------------------ | ------------ |
| 1.  | «Ärzte-Theme» (инструментал)   | 2:00         |
| 2.  | «Scheißtyp»                    | 2:58         |
| 3.  | «Paul»                         | 2:26         |
| 4.  | «Kamelralley»                  | 4:00         |
| 5.  | «Frank'n'stein»                | 2:38         |
| 6.  | «El Cattivo»                   | 3:12         |
| 7.  | «Claudia hat 'nen Schäferhund» | 1:58         |
| 8.  | «Mädchen»                      | 2:55         |
| 9.  | «Mr. Sexpistols»               | 3:14         |
| 10. | «Micha»                        | 2:52         |
| 11. | «Zu spät»                      | 2:43         |
| 12. | «Roter Minirock»               | 2:15         |
| 13. | «Schlaflied»                   | 4:13         |

| №   | Название                                                                                | Автор(ы)                    | Длительность |
| --- | --------------------------------------------------------------------------------------- | --------------------------- | ------------ |
| 14. | «Teenager Liebe» (featuring Axel Knabben)                                               | Урлауб                      | 2:54         |
| 15. | «Grace Kelly» (Урлауб)                                                                  | Урлауб                      | 2:18         |
| 16. | «Ärzte-Theme» (featuring Axel Knabben)                                                  | Felsenheimer, Runge, Урлауб | 1:51         |
| 17. | «Claudia hat 'nen Schäferhund» (Version vom Unikum-Tapesampler)                         | Урлауб                      | 1:55         |
| 18. | «Füße vom Tisch» (bisher unveröffentlicht) (Feet off the table (previously unreleased)) | Felsenheimer, Урлауб        | 2:24         |

| №   | Название                               | Автор(ы)     | Длительность |
| --- | -------------------------------------- | ------------ | ------------ |
| 19. | «Teddybär – Video» (Концерт, 1983 год) | Felsenheimer | 3:21         |
| 20. | «Schlaflied – Video» (Unplugged 2002)  | Урлауб       | 4:26         |